# 3609 Лілокетай
3609 Лілокетай (3609 Liloketai) — астероїд головного поясу, відкритий 13 листопада 1980 року.
Тіссеранів параметр щодо Юпітера — 3,164.